# CSI: Crime Scene Investigation
CSI: Crime Scene Investigation (no Brasil, C.S.I.: Investigação Criminal; em Portugal, CSI: Crime Sob Investigação) foi uma série dramática americana exibida pelo canal Columbia Broadcasting System (CBS). A série é centrada nas investigações do grupo de cientistas forenses do departamento de criminalística da polícia de Las Vegas, Nevada. Criada por Anthony E. Zuiker, estreou no dia 6 de outubro de 2000 nos Estados Unidos e passou quinze anos no ar, sendo finalizada no dia 27 de setembro de 2015. Estes cientistas desvendavam crimes e mortes em circunstâncias misteriosas e pouco comuns. Durante a série, vários foram os atores participantes do elenco principal, dentre eles: William Petersen, Marg Helgenberger, Jorja Fox, George Eads, Eric Szmanda, Elisabeth Harnois, Wallace Langham, Ted Danson, Elisabeth Shue, Robert David Hall, David Berman, Jon Wellner, Laurence Fishburne, dentre outros.
Devido ao grande sucesso da série, três spin-offs de CSI foram criadas: CSI: Miami, CSI: NY e CSI: Cyber. CSI: Miami foi ao ar no dia 9 de maio de 2002, durante o episódio Cruzando Jurisdições, um episódio conjunto entre os investigadores de Las Vegas e Miami. Do mesmo modo, o lançamento de CSI: NY se deu em um episódio conjunto entre os investigadores de Miami e Nova Iorque, MIA/NYC NonStop, no dia 17 de maio de 2004. O último spin-off da franquia, CSI: Cyber, foi anunciado em 18 de fevereiro de 2014 e teve apenas duas temporadas, sendo encerrado em março de 2016.
A série foi a primeira colocada no ranking dos programas mais assistidos dos EUA em junho de 2005, com 60 milhões de pessoas assistindo. A série investigativa fez grande sucesso durante a primeira década do século, alcançando ótimos índices de audiência durante os anos de 2002 e 2006. Além disso, foi quebrando vários recordes durante sua transmissão, como exemplo, a abertura da décima temporada foi a mais cara da história, custando cerca de quatrocentos mil dólares.. No Brasil, CSI já foi transmitido pelos canais por assinatura AXN e TNT Séries.
Em 13 de maio de 2015, após 15 temporadas no ar nos EUA, a série foi oficialmente cancelada pela emissora CBS. Um telefilme de duas horas de duração foi encomendado para encerrar a trama da série, contando, por exemplo, com o retorno de William Petersen como Gil Grissom e Marg Helgenberger como Catherine Willows. Durante sua produção, CSI acumulou inúmeros prêmios. Ganhou 6 vezes o prêmio de série dramática mais assistida do planeta, no Monte Carlo Television Festival, além de seis Emmy Awards, o prêmio mais importante da televisão americana.
Em 10 de fevereiro de 2020, a CBS anunciou que um revival da série esta em andamento. As filmagens provavelmente começaram no final de 2020, possivelmente com William Petersen e Jorja Fox reprisando seus papéis. Em fevereiro de 2021, foi anunciado que Matt Lauria, Paula Newsome e Mel Rodriguez se juntaram ao elenco e a série de eventos está quase sendo encomendada. Em 31 de março de 2021, foi anunciado que Mandeep Dhillon se juntou ao elenco, também Wallace Langham reprisando seu papel, juntamente com uma encomenda da série.

## Enredo

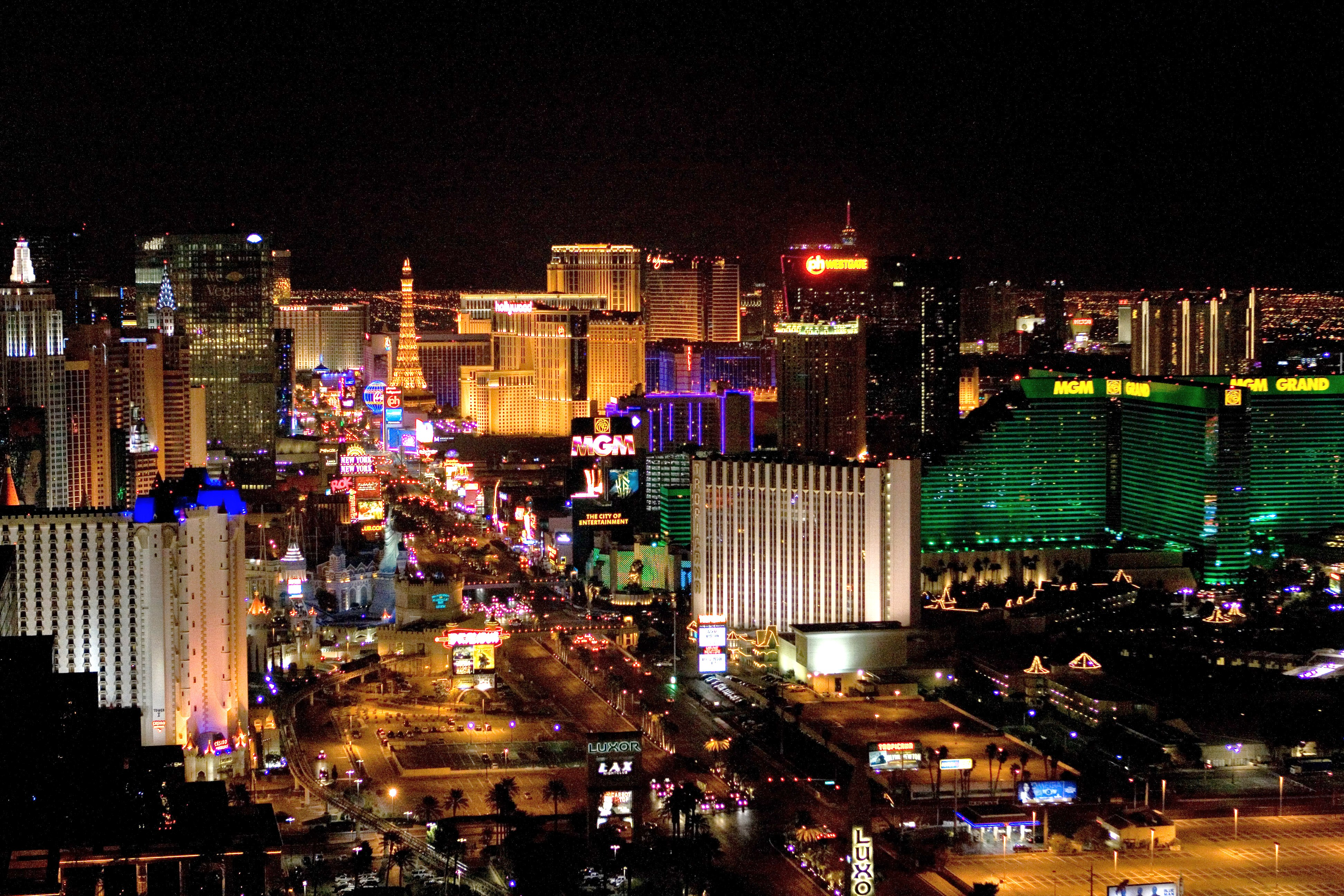
Las Vegas, o cenário principal da série.

CSI consiste em relatar as investigações de um grupo de cientistas forenses do Laboratório de Criminalística da polícia de Las Vegas, Nevada. Estes peritos desvendam mortes em circunstâncias misteriosas, pouco comuns e algumas aparentemente impossíveis de se resolver. O Laboratório de Criminalística de Las Vegas é o 2º maior do país, atrás apenas do FBI.
O grupo de cientistas, inicialmente, era liderado pelo Capitão James Brass (Paul Guilfoyle). Já nos primeiros episódios da primeira temporada, o xerife decide substituir o Capitão Brass pelo entomologista Gilbert Grissom (William Petersen), que já integrava a equipe. Brass é reintegrado à Divisão de Homicídios e passa a acompanhar as investigações realizadas pelos CSIs.
O grupo ainda é composto pela biomédica Catherine Willows (Marg Helgenberger) (ex-dançarina e filha de um mafioso dono de casinos), pelo analista Nicholas Stokes (George Eads), pelos químicos Warrick Brown (Gary Dourdan) (ex-viciado em jogo) e Gregory Sanders (Eric Szmanda) (então técnico de laboratório). Em seguida, a física Sara Sidle (Jorja Fox) e o legista Albert Robbins (Robert David Hall) se juntam ao time de peritos, ainda na primeira temporada.
Ao longo da série, é mostrado o cotidiano dos investigadores, resolvendo casos difíceis e surpreendentes, vendo histórias de diversos tipos e, ao mesmo tempo, cuidando de suas vidas pessoais.
A partir da 5ª Temporada, Sofia Curtis (Louise Lombard) é rebaixada de supervisora do turno do dia a perita e passa a fazer parte do turno da noite, liderado por Grissom. Também a partir dessa época, Greg Sanders começa a trabalhar em campo, deixando o laboratório.
Na 8ª temporada, Sofia Curtis passa a ser detetive da Divisão de Homicídios e não faz mais parte do turno da noite. Ao longo da série, o espectador é levado a perceber a aproximação afetiva entre Sara Sidle e Gil Grissom. Porém isto só fica claro no último episódio da 6ª Temporada. No final da 7ª Temporada Sara Sidle é sequestrada levando a equipe CSI á loucura.
Na 8ª Temporada, após ter sido sequestrada por uma serial killer, Sara Sidle opta por deixar a profissão e sair de Las Vegas rumo a Costa Rica, para trabalhar como antropóloga. David Hodges (Wallace Langham), técnico de laboratório que substituiu Greg, passa a ser um personagem constante na trama. No último episódio, Warrick Brown acaba assassinado pelo xerife em virtude de descobertas feitas sobre corrupção na polícia. Seu funeral acontece na estreia da 9ª Temporada.
A 9ª Temporada tem início retratando a investigação da morte de Warrick Brown, que foi assassinado no final da temporada anterior. Após a saída de Sara do CSI, Grissom decide se aposentar, seguir sua carreira como entomologista e casar-se com Sara em Costa Rica. Para ocupar a vaga deixada por Grissom, Raymond Langston (Laurence Fishburne) é chamado, e Catherine Willows torna-se a nova supervisora do turno da noite. Para ocupar a vaga deixada por Sara, Riley Adams (Lauren Lee Smith) é contratada, mas sai no final da temporada.
Na 10ª Temporada, Sara Sidle volta a Las Vegas (já casada com Grissom) e retoma a carreira como perita criminal. Grissom permanece afastado de Vegas, envolvido em viagens e projetos de sua carreira. Langston e a equipe perseguem o serial killer Dr. Jekyll.
Durante a 11ª Temporada, Langston continua perseguindo o serial killer Nate Haskell, e acaba lutando contra ele e matando-o no último episódio.
Na 12ª Temporada, Raymond Langston não aparece, sendo substituído por Ted Danson, como o CSI nível 3 D.B. Russell. Catherine Willows também sai da série no episódio 12, sendo substituída por Elisabeth Shue como a CSI de nível 3 Julie "Finn" Finlay. Ainda na 12ª Temporada, Elisabeth Harnois entra na série como a CSI Nível 2 Morgan Brody, filha de Conrad Ecklie (Marc Vann).
No início da 14ª temporada, Ellie Brass, filha de Jim Brass, mata sua mãe, seu namorado e quase assassina Morgan Brody e até mesmo seu pai Jim. No último episódio da temporada, Ellie tenta se suicidar após ser presa e condenada. Como consequência, Jim Brass (Paul Guilfoyle) decide deixar a LVPD para ajudar na recuperação da filha, abandonando o emprego e saindo da série.
Após receber uma proposta para chefiar o laboratório CSI de San Diego, Nick Stokes aceita a oportunidade e deixa Las Vegas no fim da 15ª Temporada.

## Elenco e personagens
| Legenda | Legenda | Legenda | Legenda    | Legenda | Legenda      | Legenda |
| ------- | ------- | ------- | ---------- | ------- | ------------ | ------- |
|         | Regular |         | Recorrente |         | Participação |         |

| JackMcCoy       | Principal | Principal  | Principal  | Participação |           |              |            |            |              |            |
| JessicaPearson  | Principal | Principal  | Principal  | Principal    | Principal | Principal    | Principal  |            |              |            |
| HarveySpecter   | Principal | Principal  | Principal  | Principal    | Principal | Principal    | Principal  | Principal  | Principal    | Principal  |
| Dominic Carisi  | Principal | Principal  | Principal  | Principal    | Principal | Principal    | Principal  | Principal  | Principal    | Principal  |
| Samantha Maroun | Principal | Principal  | Principal  | Principal    | Principal | Principal    | Principal  |            |              |            |
| Omar Adom Zidan | Principal | Principal  | Principal  | Principal    | Principal | Principal    | Principal  | Principal  | Principal    | Principal  |
| Noah Pextonl    | Principal | Principal  | Principal  | Principal    | Principal | Principal    | Principal  | Principal  | Principal    | Principal  |
| Simone Clark    |           | Principal  | Principal  | Principal    | Principal | Principal    |            |            | Participação | Recorrente |
| Melinda Warner  |           | Recorrente | Recorrente | Principal    | Principal | Principal    | Recorrente | Recorrente | Participação |            |
| Nina Chase      |           |            |            | Principal    | Principal | Principal    | Principal  | Principal  | Principal    | Principal  |
| Jess LaCroix    |           |            |            |              |           | Principal    | Principal  | Principal  | Principal    | Principal  |
| Kevin Bernard   |           |            |            |              |           | Participação | Principal  |            |              |            |
| Erica Rollins   |           |            |            |              |           |              |            | Principal  | Principal    |            |
| Alex Cabot      |           |            |            |              |           |              |            |            |              | Principal  |

## Episódios
| Temporada | Temporada  | Episódios | Exibição Original      | Exibição Original       |
| Temporada | Temporada  | Episódios | Estreia                | Fim                     |
| --------- | ---------- | --------- | ---------------------- | ----------------------- |
|           | 1          | 23        | 6 de outubro de 2000   | 17 de maio de 2001      |
|           | 2          | 23        | 27 de setembro de 2001 | 16 de maio de 2002      |
|           | 3          | 23        | 26 de setembro de 2002 | 15 de maio de 2003      |
|           | 4          | 23        | 25 de setembro de 2003 | 20 de maio de 2004      |
|           | 5          | 25        | 23 de setembro de 2004 | 19 de maio de 2005      |
|           | 6          | 24        | 22 de setembro de 2005 | 18 de maio de 2006      |
|           | 7          | 24        | 21 de setembro de 2006 | 17 de maio de 2007      |
|           | 8          | 17        | 27 de setembro de 2007 | 17 de maio de 2008      |
|           | 9          | 24        | 9 de outubro de 2008   | 14 de maio de 2009      |
|           | 10         | 23        | 24 de setembro de 2009 | 20 de maio de 2010      |
|           | 11         | 22        | 23 de setembro de 2010 | 12 de maio de 2011      |
|           | 12         | 22        | 21 de setembro de 2011 | 9 de maio de 2012       |
|           | 13         | 22        | 26 de setembro de 2012 | 15 de maio de 2013      |
|           | 14         | 22        | 23 de setembro de 2013 | 7 de maio de 2014       |
|           | 15         | 18        | 28 de setembro de 2014 | 15 de fevereiro de 2015 |
|           | 16 (Final) | Telefilme | 27 de setembro de 2015 | 27 de setembro de 2015  |

## Spin-offs

### CSI: Miami

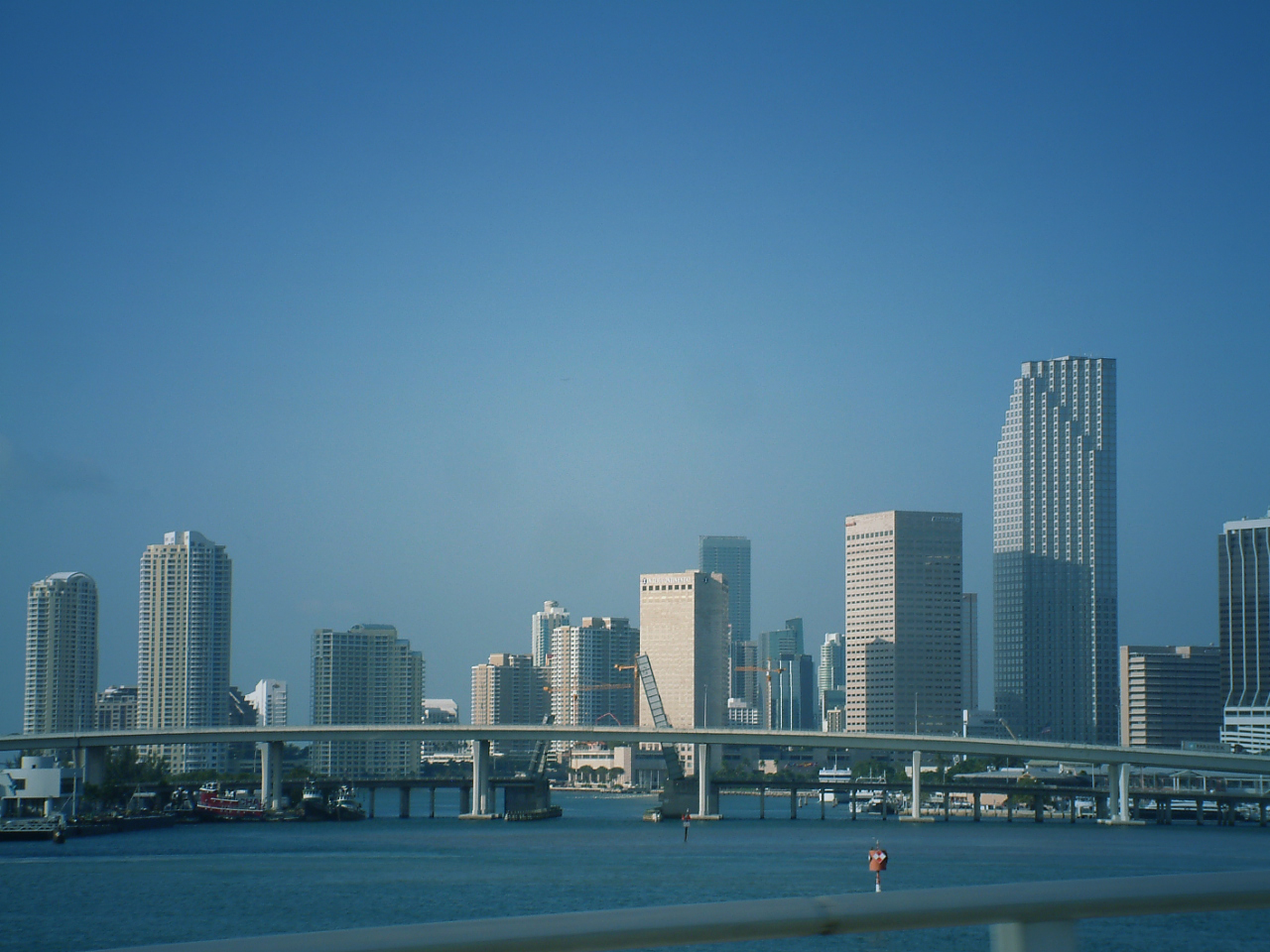
Miami

Após o grande sucesso da série original CSI: Las Vegas, uma segunda série nos mesmos formatos de CSI foi criada. Surgiu, então, a série CSI: Miami, que teve o seu primeiro episódio derivado do episódio "Cross-Jurisdictions" da série original, ocorrido no fim da sua segunda temporada e que foi ao ar a 9 de Maio de 2002. Neste episódio, os CSI's Warrick e Catherine (de Las Vegas) vão a Miami ajudar os CSIs locais a resolver o assassinato do ex-chefe de polícia de Las Vegas, que foi encontrado morto após uma festa na sua residência em Las Vegas. Sua filha de 7 anos e sua esposa, porém, foram levadas para Miami.
A partir daí, a equipe de Horatio Caine  (David Caruso), Calleigh Duquesne  (Emily Procter), Eric Delko (Adam Rodriguez), Alex Woods (Khandi Alexander) Tim Speedle  (Rory Cochrane) e Megan Donner Kim Delaney continuaram a série cuidando de casos misteriosos e muitas vezes inexplicáveis na ensolarada cidade de Miami. Ao longo da série, ocorreram algumas mudanças de elenco com a saída de Kim Delaney e a entrada de Sofia Milos (Yelina Salas). No início da terceira temporada, o personagem de Rory Cochrane foi morto em um tiroteio e foi substituído por Ryan Wolfe (Jonathan Togo), policial e graduado em Química. Apesar dessas mudanças no elenco, a fórmula original da série não mudou. Os episódios geralmente apresentam um caso apenas e contém muito mais ação que o CSI original. CSI: Miami foi cancelada no início de 2012 e fechou com 10 temporadas.

### CSI: New York

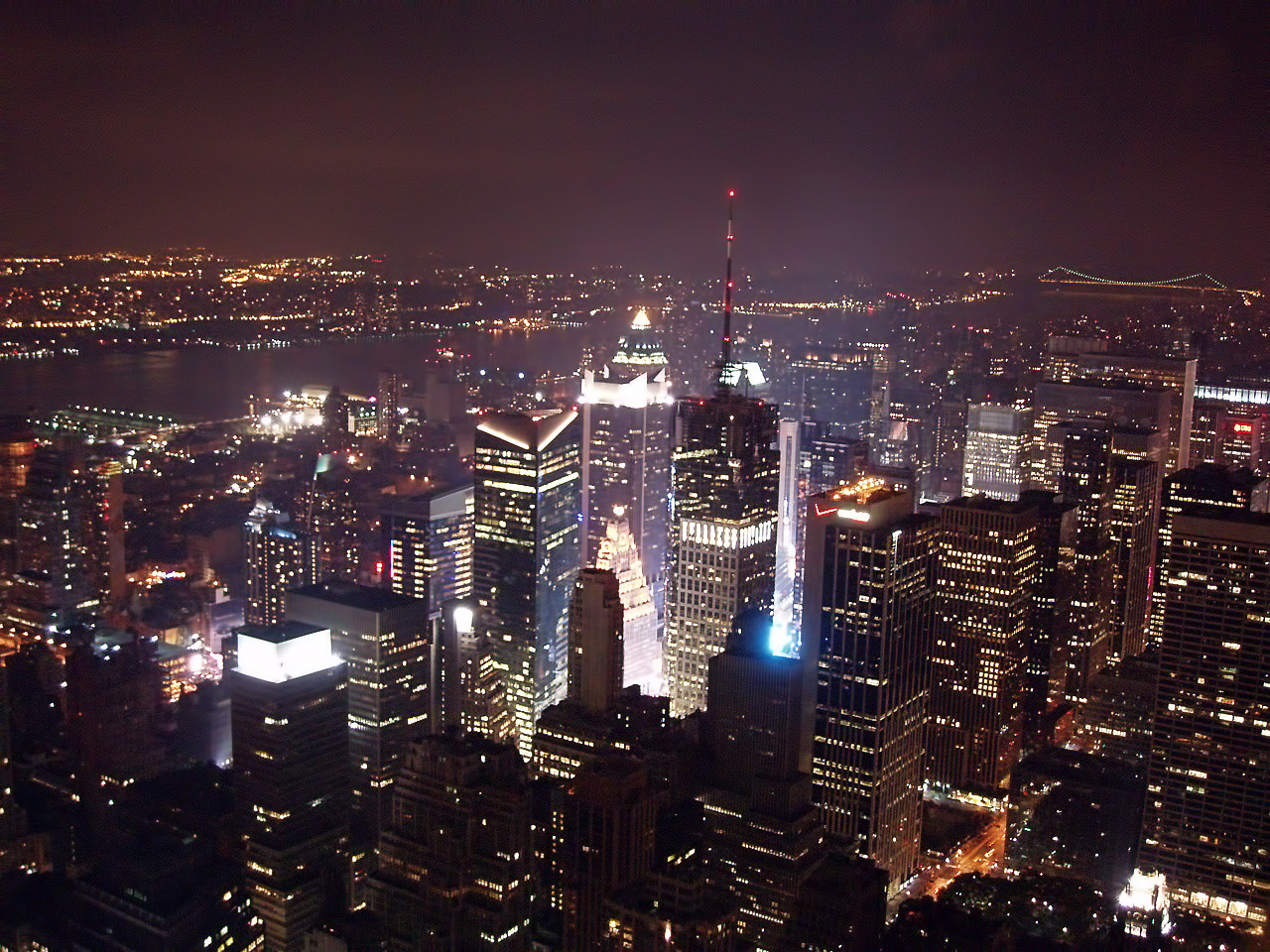
New York

O segundo spin-off de CSI estreou em Setembro de 2004 após derivar-se do episódio "MIA/NYC-Nonstop", de CSI: Miami, que foi ao ar no final da segunda temporada. O episódio conta a viagem de Horatio Caine (CSI: Miami) a Nova Iorque em perseguição a um suspeito de homicídio que fugiu de Miami. O elenco original é composto por Gary Sinise (Mac Taylor), Melina Kanakaredes (Stella Bonasera), Carmine Giovinazzo (Danny Messer), Vanessa Ferlito (Aiden Burn), Hill Harper (Dr. Sheldon Hawkes) e Eddie Cahill (Det. Donald "Don" Flack Jr.).
Com um clima muito mais sombrio que os seus antecessores, é bem mais sangrento que a versão de Miami. Foi filmado com uma luz azulada até a segunda temporada, quando o presidente da CBS decidiu tornar o show "menos frio". Possui também um maior teor dramático que conta com a história do líder CSI, Mac, que perdeu a esposa no ataque terrorista às Torres Gêmeas (World Trade Center) de Nova Iorque, no fatídico dia 11 de Setembro de 2001. CSI: NY foi o único spin-off que, até agora, mudou de Laboratório de Criminalística, passando de uma velha construção para o 34º andar de um moderno prédio em Manhattan. A série foi cancelada em março de 2013, encerrando com 9 temporadas.

### CSI: Cyber

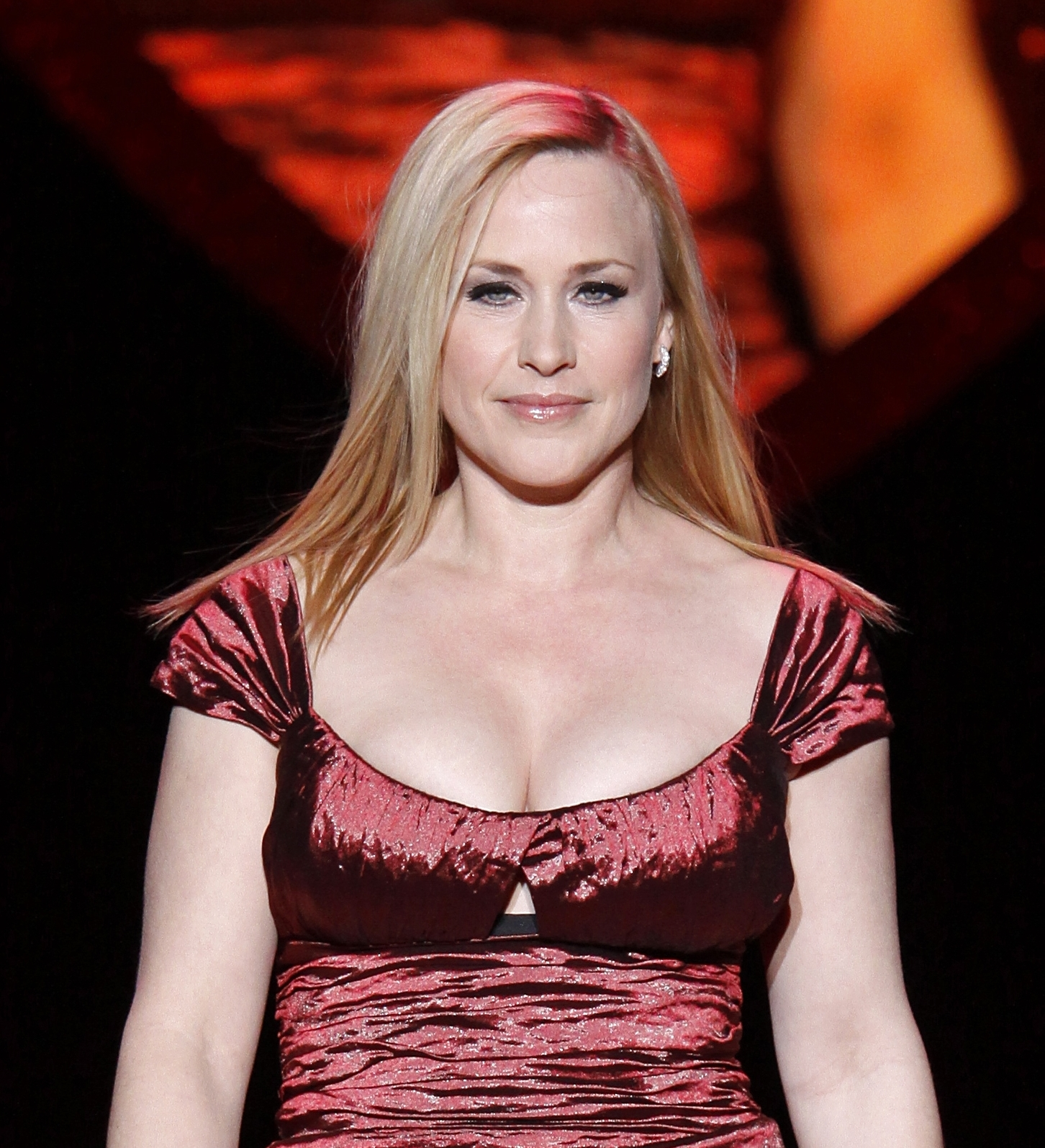
Patricia Arquette

Em 18 de Fevereiro de 2014, foi anunciado que a CBS, emissora original de CSI nos EUA, tem planos para um novo spin-off da série. Inspirada no trabalho de Mary Aiken, uma Cyber Psicóloga, a nova série gira em torno da Agente Especial Avery Ryan, encarregada da Divisão de Crimes Cibernéticos do FBI, em Quântico, Virgínia. Patricia Arquette foi contratada para fazer o papel da Agente Avery Ryan. O restante do elenco é composto por James Van Der Beek, Charley Koontz, Peter MacNicol, Shad "Bow Wow" Moss e Hayley Kiyoko.
Em 09 de Maio de 2014 a CBS encomendou a produção da primeira temporada. A série foi intitulada CSI: Cyber, seguindo os padrões anteriores, em que o título começa com o nome da série mãe, CSI, mas diferente porque não tem o nome de uma cidade, e sim de um gênero (Cyber). A série estreou em 4 de Março de 2015 nos EUA e seu último episódio foi ao ar no dia 13 de março de 2016, tendo apenas duas temporadas.

## Temas musicais
Todas os temas são da banda The Who.
- "Who Are You" - CSI: Crime Scene Investigation
- "Won't Get Fooled Again" - CSI: Miami
- "Baba O' Riley" - CSI: NY
- ''I Can See For Miles'' - CSI: Cyber

## Prêmios
ASCAP Award
- 2006: Top TV Series
- 2009: Top Television Series
- 2013: Top Television Series

American Society of Cinematographers Award|ASC Award
- 2005: Outstanding Achievement in Cinematography in Regular Series
- 2006: Outstanding Achievement in Cinematography in Regular Series
- 2009: Outstanding Achievement in Cinematography in Regular Series

BMI Film & TV Award
- 2001: BMI TV Music Award
- 2002: BMI TV Music Award
- 2003: BMI TV Music Award
- 2004: BMI TV Music Award
- 2005: BMI TV Music Award
- 2008: BMI TV Music Award
- 2009: BMI TV Music Award
- 2013: BMI TV Music Award

Cinema Audio Society Awards
- 2008: Outstanding Achievement in Sound Mixing for Television Series (for "Living Doll")

Emmy
- 2002: Outstanding Makeup for a Series (Non-Prosthetic)
- 2003: Outstanding Sound Editing for a Series
- 2006: Outstanding Cinematography for a Single-Camera Series
- 2007: Outstanding Sound Mixing for a Comedy or Drama Series
- 2010: Outstanding Cinematography for a One Hour Series[14]
- 2010: Outstanding Special Visual Effects for a Series[15]

Environmental Media Award
- 2011: Television Episodic Drama

Genesis Awards
- 2006: Dramatic Series

Golden Reel Award
- 2002: Best Sound Editing in Television – Effects & Foley, Episodic
- 2004: Best Sound Editing in Television Episodic – Sound Effects & Foley

Logie Award
- 2004: Most Popular Overseas Drama

Festival de Televisão de Monte Carlo
- 2006: International TV Audience Award, Best Drama TV Series
- 2007: International TV Audience Award, Best Drama TV Series
- 2008: International TV Audience Award, Best Drama TV Series
- 2010: International TV Audience Award, Best Drama TV Series
- 2011: International TV Audience Award, Best Drama TV Series
- 2012: International TV Audience Award, Best Drama TV Series
- 2016: International TV Audience Award, Best Drama TV Series

NAACP Image Award
- 2003: Outstanding Supporting Actor in a Drama Series
- 2006: Outstanding Supporting Actor in a Drama Series: Gary Dourdan

People's Choice Awards
- 2003: Favorite Television Dramatic Series
- 2004: Favorite Television Dramatic Series
- 2005: Favorite Television Drama
- 2006: Favorite Television Drama

Producers Guild of America Award
- 2001: Vision Award (Television)

Satellite Award
- 2003: Best Television Series, Drama

Saturn Award
- 2004: Best Network Television Series
- 2005: Best Network Television Series

Screen Actors Guild Award
- 2005: Outstanding Performance by an Ensemble in a Drama Series

TP de Oro
- 2003: Best Foreign Series (Mejor Serie Extranjera)
- 2004: Best Foreign Series (Mejor Serie Extranjera)

TV Guide Award
- 2001: New Series of the Year

TV Quick Award
- 2006: Best International TV Show

Visual Effects Society Award
- 2010: Outstanding Supporting Visual Effects in a Broadcast Program
- 2010: Outstanding Compositing in a Broadcast Program or Commercial

## Indicações
Emmy Award
- 2001: Outstanding Art Direction for a Single Camera Series
- 2001: Outstanding Lead Actress in a Drama Series: Marg Helgenberger
- 2001: Outstanding Single Camera Picture Editing for a Series
- 2001: Outstanding Sound Editing for a Series
- 2002: Outstanding Cinematography for a Single Camera Series
- 2002: Outstanding Drama Series
- 2002: Outstanding Makeup for a Series (Prosthetic)
- 2002: Outstanding Single Camera Sound Mixing for a Series
- 2002: Outstanding Sound Editing for a Series
- 2003: Outstanding Drama Series
- 2003: Outstanding Lead Actress in a Drama Series: Marg Helgenberger
- 2003: Outstanding Makeup for a Series (Non-Prosthetic)
- 2003: Outstanding Makeup for a Series (Prosthetic)
- 2003: Outstanding Single-Camera Sound Mixing For A Series
- 2004: Outstanding Cinematography for a Single-Camera Series
- 2004: Outstanding Drama Series
- 2004: Outstanding Makeup for a Series (Non-Prosthetic)
- 2004: Outstanding Single-Camera Sound Mixing for a Series
- 2005: Outstanding Directing for a Drama Series: Quentin Tarantino
- 2005: Outstanding Makeup for a Series (Non-Prosthetic)
- 2005: Outstanding Single-Camera Sound Mixing for a Series
- 2005: Outstanding Sound Editing for a Series
- 2006: Outstanding Single-Camera Sound Mixing for a Series
- 2006: Outstanding Sound Editing for a Series
- 2007: Outstanding Cinematography for a Single-Camera Series
- 2007: Outstanding Makeup for a Series (Non-Prosthetic)
- 2007: Outstanding Music Composition for a Series (Original Dramatic Score)
- 2007: Outstanding Prosthetic Makeup for a Series, Miniseries, Movie or a Special
- 2008: Outstanding Makeup for a Single-Camera Series (Non-Prosthetic)
- 2008: Outstanding Sound Editing for a Series
- 2009: Outstanding Cinematography for a One Hour Series
- 2009: Outstanding Prosthetic Makeup for a Series, Miniseries, Movie or a Special
- 2009: Outstanding Sound Editing for a Series

Golden Globes
- 2001: Best TV-Series – Drama
- 2002: Best Performance by an Actress in a Television Series – Drama: Marg Helgenberger
- 2002: Best Television Series – Drama
- 2003: Best Performance by an Actress in a Television Series – Drama: Marg Helgenberger
- 2004: Best Performance by an Actor in a Television Series – Drama: William Petersen
- 2004: Best Television Series – Drama

People's Choice
- 2012: Favorite TV Crime Drama
- 2013: Favorite TV Crime Drama

Producers Guild of America
- 2002: Outstanding Producer of Episodic Television, Drama
- 2003: Outstanding Producer of Episodic Television, Drama
- 2004: Outstanding Producer of Episodic Television, Drama
- 2005: Outstanding Producer of Episodic Television, Drama

## Transmissão no Brasil
No Brasil, a série CSI era exibida desde a sua primeira temporada canal pago Sony Entertainment Television, bem como seus spin-offs CSI: Miami e CSI: New York. Em Agosto de 2005, a fim de enriquecer a programação do canal AXN, também da Sony, que era esquecido até a estreia de Lost, as séries CSI: Miami e CSI: NY foram movidas para ele. Já a série CSI: Crime Scene Investigation, de maior audiência, era mantida no Sony, mas em 2008, teve sua estreia no AXN. Em abril de 2011, a série voltou a ser exibida pela Sony Entertainment Television. De setembro de 2011 até agosto de 2014, o canal Sony exibiu CSI: Crime Scene Investigation dublado (temporadas passadas) ou legendado (novos episódios).
A série parou de ser exibida na TV aberta pela RecordTV com o nome de CSI: Investigação Criminal no mês de março de 2012. Mas no mês de junho do mesmo ano, a RecordTV voltou a transmitir logo após a novela Rebeldes, mas somente a 11ª temporada, deixando de apresentar, novamente, a série. No mês de março de 2007, a RecordTV deu início à transmissão dos spin-offs CSI: Miami e, em 2009, CSI: NY, encerrando a transmissão de ambas no início de 2014.  CSI: Miami voltou a ser exibido na RecordTV no dia 21 de outubro de 2014 e CSI no dia 24 de outubro de 2014.
Na TV à cabo, CSI e seus spin-off's, CSI: Miami e CSI: NY, são transmitidos pelos canais AXN e TNT Séries.

## Transmissão em Portugal
Em Portugal é conhecida com o nome de Crime Sob Investigação.
A série estreou a 5 de novembro de 2002 no AXN. No dia 29 de julho de 2004, começou a ser transmitida na SIC. Também foi emitida no Star Channel (anteriormente FOX), e atualmente está em exibição no Star Crime (anteriormente FOX Crime).
Em Portugal, já foram publicados três títulos de novelizações da série CSI Las Vegas, pela Marginália Editora. Trata-se de histórias inéditas, nunca vistas em televisão. Os seus títulos são: Crime em Duas Mãos (Dezembro de 2005), ISBN 972-8915-06-3; Sin City (Maio de 2006), ISBN 972-8915-09-8; Queimadura de Gelo (Novembro de 2006), ISBN 972-8915-11-X.

## Jogos
A franquia CSI foi base de uma série de jogos de vídeo. Um total de oito jogos baseados na equipe de Las Vegas foram criados. Dois baseados em torno do spin-off CSI: Miami e um outro para o CSI: NY também foram criados.

## Quadrinhos
A NewPOP Editora lançou em março de 2010 no Brasil: "CSI: Investigação Criminal - Estágio de Risco", versão em baseada na série de TV.
A banda desenhada foi produzida nos EUA pela editora Tokyopop e trata de um grupo de estagiários na divisão original da CSI, na cidade de Las Vegas. O foco é na novata Kiyomi, que se envolve na investigação do assassinato de uma antiga colega.

## Curiosidades
- Embaixo do tampo de vidro da mesa de Grissom, há uma foto do produtor da série, Jerry Bruckheimer.[19]
- CSI é exibida nos Estados Unidos pela CBS. No entanto, antes disso, a série foi rejeitada pela ABC, que afirmou achar a série muito díficil de entender pelo público médio.[20]
- O nome Gil Grissom na série seria Gil Scheinbaum. Quem tomou a iniciativa de mudar foi o próprio intérprete William Petersen. Ele escolheu seu sobrenome em homenagem ao astronauta Gus Grissom, de quem é fã.[1]
- A série foi a primeira colocada no ranking dos programas mais assistidos dos EUA em junho de 2005, com 60 milhões de pessoas assistindo.[1]
- Os personagens Gil Grissom e Catherine Willows são levemente inspirados em policiais da vida real. Seus nomes são Daniel Holstein e Yolanda McCrery, respectivamente.[21]
- Os roteiristas de CSI procuram sempre criar histórias bem próximas da realidade. Mas nem sempre é possível seguir por esse caminho. Os exames, por exemplo, realizados pela equipe do seriado são feitos em minutos. Na vida real eles levariam dias ou mesmo semanas para ficar prontos.[22]
- Todo o equipamento usado pela equipe de policiais forenses funciona de verdade. O material foi comprado ou doado para a produção do seriado, sempre com a intenção de dar veracidade às histórias.[23]
- Antes de entrar para o elenco regular da série como Henry Andrews, Jon Wellner participou de um episódio da série, 5x14 - ''Unbearable'', como Sam Tracy.